# El vell i la pistola
El vell i la pistola (títol original en anglès, The Old Man and the Gun) és una pel·lícula estatunidenca dirigida per David Lowery, estrenada l'any 2018. S'inspira de l'article de premsa The Old Man and the Gun de David Grann, aparegut a The New Yorker i que explica la vida de Forrest Tucker. Ha estat doblada al català.
Hauria de ser l'últim film com a actor de Robert Redford.

## Argument
Amb 78 anys, Forrest Tucker abans s'ha evadit 18 vegades de la presó. Malgrat la seva edat, no ha renunciat encara a la seva passió pels atracaments

## Repartiment
- Robert Redford: Forrest Tucker
- Casey Affleck: inspector John Hunt
- Sissy Spacek: Jewel
- Danny Glover: Teddy Green
- Tika Sumpter: Maureen
- Tom Waits: Waller
- Elisabeth Moss: Dorothy
- Isiah Whitlock, Jr.: Gene Dentler
- Keith Carradine: Capità Calder
- Gene Jones: Mr. Owens
- John David Washington: tinent Kelley

## Producció
L'octubre de 2016, Casey Affleck i Robert Redford s'uneixen al repartiment d'un film, escrit i dirigit per David Lowery. Robert Redfort havia rodat sota la direcció de David Lowery a Peter i Elliott el drac (2016), mentre que Casey Affleck apareix als Amants de Texas (2013) i A Ghost Story (2017).
La producció és assegurada per James D. Stern, Jeremy Steckler, Dawn Ostroff, Robert Redford, Anthony Mastromauro i Bill Holderman. El març de 2017, Tika Sumpter, Sissy Spacek, Danny Glover, Tom Waits, Elisabeth Moss i Isiah Whitlock, Jr. s'uneixen al repartiment. A l'abril de 2017, Keith Carradine, que havia estat ja dirigit per David Lowery als Amants de Texas, és confirmat al film.
El rodatge comença a Ohio el 3 d'abril de 2017 Té lloc també a Dayton, Bethel, Blue Ash, Batavia, Cincinnati o a Hamilton. Algunes escenes són d'altra banda rodades a Michigan (Jackson), a Kentucky (Covington, Newport) i a Texas (Bellmead, Fort Worth).

## Premis i nominacions

### Seleccions
- Festival internacional del film de Toronto 2018: selecció en secció Special Presentations.
- Festival del film de Londres 2018: selecció en competició oficial.
- Festival internacional del film de Roma 2018: selecció en competició oficial.

## Crítica
- "És un plaer veure-la, gairebé com una seducció (...) Una pel·lícula que ens recorda tot el que Redford ens ha donat aquests anys."[10]
- "És una carta d'amor dirigida a una llegenda del cinema, la pel·lícula perfecta per a la carrera d'algú que fa ja temps que va deixar de ser un simple actor per convertir-se en una icona (…) Puntuació: ★★★½ (sobre 5)"[11]
- "Caldria ser un veritable rondinaire per no gaudir de la brillant actuació de Redford, irradiant encant, saviesa i carisma fins al final. (...) Puntuació: ★★★★ (sobre 5)"[12]
- "És una petita pel·lícula plena d'encant i afecte pel seu protagonista (...) El director opta per un to vitalista, un sentit de l'humor tan naïf com sorprenent i una atmosfera que s'aproxima al conte"[13]